# 아이돌마스터.KR - 꿈을 드림
《아이돌마스터.KR - 꿈을 드림》(THE IDOLM@STER.KR)은 대한민국에서 2017년 4월 28일부터 2017년 10월 6일까지 SBS funE, SBS 플러스, SBS MTV에서 방영된 드라마 작품이다.

## 트리비아
특히 이 드라마 작품은 《아마존 프라임 비디오》라는 웹서비스에서는 대한민국 드라마로는 최초로 서비스됐다. 반다이 남코 엔터테인먼트의 게임 《THE IDOLM@STER》를 원작으로 하고 있다. SBS funE, SBS 플러스, SBS MTV에서 교차 편성을 방영했다. 금요일에는 SBS funE와 SBS 플러스에서 각각 오후 6시 30분과 오후 11시, 일요일에는 SBS MTV에서 오전 11시에 방영된다. 방영이 종료되고 1주년이 되는 2018년 4월 29일부터 5월 13일까지는 일본어 위키백과의 본 문서에 드라마에 대한 역사를 올리는 이벤트를 실시했다.

## 제작 과정
2016년 4월 15일에 공식 웹사이트를 통해서 한국에서의 실사 드라마 제작을 위한 오디션을 진행한다고 밝혔다. 1차 서류 전형을 4월 25일 자정까지 받았으며, 전 세계 17개국에서 수 백 명이 접수를 했다. 1차 서류 전형을 통과한 참가자들에 한해서 4월 29일부터 5월 4일까지 자신을 소개하는 영상을 유튜브에, 사진을 인스타그램에 업로드해서 공개 투표가 이뤄졌다. 2016년 5월 6일에 공식 웹사이트를 통해서 1차 투표의 최종 결과 20인을 발표됐다. 1차 공개 투표의 최종 결과에 따르면 PRODUCE 101을 통해 이름을 알린 김소희가 1위를 했으며, 그 외에도 걸 그룹 코코소리의 멤버인 코코와 소리, 일본의 성우인 테라모토 유키카, 타이니지의 민트 등 연예계에서 활동 중이거나 활동했던 참가자들도 이름을 올렸다. 후에 5월 9일까지 추가 오디션 참가자를 받았다. 네티즌 투표, 대면 오디션, 그리고 추가 오디션을 진행한 결과 19명이 합격을 했다. 김소희는 오디션을 통과했지만, 스케줄 상으로 하차를 했다고 밝혔다. 오디션 합격자 영상을 공식 유튜브 채널을 통해서 2016년 5월 19일에 공개됐다.. 합격한 19명은 10일 동안의 합숙 트레이닝 기간을 가졌으며, 2016년 5월 31일에 개인 영상을 유튜브에 공개했다. 합숙 기간 중에 연기 · 보컬 · 댄스 수업 담당 선생님의 채점 60%와 운영사무국이 체크하는 10%의 점수와 유튜브의 좋아요 수의 30%를 합산해서 하위 5명이 탈락되게 된다. 투표 마감은 6월 5일까지였으나, 합숙 기간 중에 촬영된 테스트 뮤직 비디오의 공개일에 맞춰서 6월 6일까지로 연장됐으며, 투표 결과는 6월 7일에 발표됐다.
6월 15일부터는 12인의 추가 합격자를 포함한 16명의 참가자들이 2주간 장기 합숙을 가졌다. 그리고, 8월 25일에 개최된 미디어데이를 통해서 최종 10인이 공개됐으며, 같은 날에 리얼걸프로젝트 명의로의 싱글과 뮤직 비디오가 공개됐다. (리얼걸프로젝트에 대해서는 #리얼걸프로젝트 문단을 참조) 하지만, 하나별의 부상으로 촬영을 할 수 없게 됐으며, 서브 멤버로 연습해 왔던 지슬이 대신 출연하게 됐다.

## 등장 인물

### 825엔터

#### 리얼걸프로젝트
강신혁이 프로듀스한 걸 그룹으로 리얼걸프로젝트는 서바이벌 공연을 위해서 루키조와 데뷔조로 나눠져 있다.
루키조
825 엔터의 소속으로 새롭게 들어온 연습생으로 구성된 조이다.
- 이수지 : 이수지 역 (아역 : 김나래)
주인공이다. 원래는 마라톤 선수였지만 ‘완주할 수 있으면 좋겠다’라는 정신의 소유자였기 때문에 대회에서는 차라리 만년 2위에 만족하고 있었다. 쌍둥이 동생 수아의 죽음으로 좌절하고 있던 어느날, 동생의 프로듀서였던 신혁을 우연히 만나며 동생이 이루지 못한 꿈을 이루기 위해서 그리고 사고의 진상을 알기 위해서 아이돌이 되기로 한다. 갑자기 아이돌 후보생이 됐기 때문에 도대체 실력이 좋지 않은데 수아의 언니라는 점도 있고, 멤버로부터는 동생의 후광으로 입사하는 것이 아닐까라는 의문을 갖게도 하고, 수아의 인기에 욕을 보이려고 한다면 차라리 그만두라는 적도 있다. 하지만, 동생에게 지지 않는 아이돌의 소질을 갖고 있으며, 노력가로 레슨을 게을리 하지 않고 좋은 인품과 밝은 성격으로 서서히 멤버의 오해를 풀어 간다.
- 이예은 : 이예은 역
알바로 일하고 있던 음식점에서 생일 노래를 부르고 있던 것을 사장으로부터 스카우트받았다.
- 차지슬[주 5] : 차지슬 역
클럽에서 임시로 DJ 아르바이트를 하고 있던 것을 사장이 스카우트했다. 집안 형편이 어려우며 생활비를 벌기 위해서 아르바이트를 여러 개를 하고 있기 때문에 부득이하게도 레슨에 오지 않은 적도 많다.
- 민트 : 민트 역
태국 송클라 주 핫야이 출신의 부잣집 아가씨이다. 사실상 어머니의 권한이 강하다.
- 권하서 : 권하서 역
래퍼이다. 길거리에서 버스킹을 하고 있던 것을 사장이 스카우트한다.

데뷔조
전직 퓨어 엔터 소속의 연습생으로 구성된 조이다.
- 허영주 : 허영주 역 (아역 : 김지안 / 14세 영주 : 류한비)
또 다른 주인공이다. 데뷔조의 리더이다. 어릴 적부터 아이돌을 목표로 했으며, 아이돌 연습생 역사 10년이다. 외모와 실력을 모두 갖추고 있지만 아직 데뷔하지 못하고 있다. 노력가이고도 책임감이 강하며, 아무리 가수의 꿈과 함께 겪었던 아이돌 세계의 엄격함을 잘 알기에 레슨 중에 어리광 부리는 멤버에 대해서 엄하게 하는 적도 많다. 한편으로 퓨어 엔터 시절에서부터 함께 레슨을 해온 데뷔조에 대해서는 친하게 보이는 일면도 있다.
친부는 어릴 적에 사별했으며, 아이돌 레슨을 시작하게 된 것은 아이돌이 되고 싶다는 꿈을 이해하고 있던 친부 덕분이다.
생전의 수아를 동경하며, 언젠가 같은 무대를 갖자고 약속했다. 실력이 좋은 편이 아닌 채로 연습생이 된 수지를 인정하고 있지 않지만, 수지가 가진 재능을 재빨리 알게 된다. 그렇기 때문에 수지가 라이벌이 되며, 자신의 아이돌 데뷔가 또 멀어지는 것에 초조함을 느끼고 있다.
- 천재인 : 천재인 역
멤버 중의 막내. 가족이 전부 미국(일리노이 주 시카고)에 있다.
- 소리 : 김소리 역
멤버들의 맏언니적인 존재이다. 영주의 격한 지도로 기운이 빠진 재인이나 유키카, 태리를 알아채며, 영주를 달래는 일도 있다.
- 테라모토 유키카 : 유키카 역
일본 아이치 현 나고야 출신의 멤버이며, 리얼걸프로젝트 내의 분위기 메이커이다.
- 이지원 : 이지원 역
작중 간간히 출연하다가 중반부에 본격적으로 등장하는 이미 데뷔했던 유명세가 없는 아이돌이다. 정태리를 대신해서 리얼걸프로젝트에 새로 영입된다. 사무소와 가까운 편의점에서 아르바이트를 하면서 미션 영상을 보고 있는 일이 많다.
- 정태리 : 정태리 역
원래는 퓨어 엔터의 연습실의 청소부 알바였지만, 연습 중인 영주네를 처음 보고 아이돌을 하고 싶어하는 모습을 본 영주가 휴식 중에 춤을 가르친 계기로써 그룹에 합류했다. 그러나 13화에서 건강상의 문제로 인하여 연습생을 그만두며 데뷔조에서 하차한다. 건강 회복 이후 정말 하고 싶은 장래희망을 고민하여 배우로 꿈을 바꿔 극단에 들어간다.

#### 825 엔터 스태프
- 성훈 : 강신혁 역
리얼걸프로젝트의 프로듀서이다. 예전에는 Y엔터에서 레드퀸의 프로듀서를 하고 있었지만 수아의 죽음을 계기로 회사를 나온다. 자포자기한 생활을 보내고 있던 것을 민철에게 스카우트당한다. 아이돌 후보생들에게 혹독한 조건의 미션을 주며, 데뷔조와 루키조를 겨루게 하면서 새로운 아이돌을 탄생 시켜서 다시 예능계에 도전하게 된다.
- 박철민 : 심민철 역
825엔터의 사장이다. 원래는 데뷔조가 속했던 퓨어 엔터의 건물주였지만, 퓨어 엔터가 파산했을 때 사무소를 매입하며 825 엔터를 세우며, 피폐하고도 황폐해진 생활을 보내고 있던 신혁을 스카우트했다.
애묘(猫)가이며, 사무소에서는 언제나 집고양이와 놀고 있다.
- 강예슬 : 강예슬 역
825 엔터의 매니저 겸 사무원이다. 퓨어 엔터 시절부터 데뷔조의 매니저를 하고 있었다.

### Y엔터

#### 레드퀸
강신혁이 프로듀스한 걸 그룹
- 이수지 : 이수아 역 (아역 : 김나리)
수지의 쌍둥이 동생이다. 레드퀸의 원년 구성원이자 초대 리더였지만 1년 전에 자동차 사고로 사망했다.
- 이가은 : 채나경 역 - 수아가 죽은 후에 합류하게 된 멤버
원래는 퓨어엔터 소속 연습생이였지만 퓨어엔터가 망함과 동시에 수아의 사고사를 계기로 활동을 쉬고 있던 레드퀸에 추가 멤버로 들어갔다.
- 소진 : 조혜주 역
레드퀸의 원년 구성원이자 제2대 리더.
- 아리 : 류미나 역
레드퀸의 원년 구성원.
- 한혜리 : 한예리 역
레드퀸의 원년 구성원.

#### Y엔터 스태프
- 이무생 : 양실장 역

원래는 퓨어엔터의 실장이였지만 망하기 직전에 Y엔터로 이적했다. 그리고, 채나경을 레드퀸으로 오게 했으며 영주도 계획에 있었다.

### 그 외
- 허정주 : 허정주 역
영주의 동생, 말을 하지 못하는 장애를 가지고 있다. 작곡을 잘한다.
- 코코 : 코코 역
인터넷 방송 《COCOSORI》의 인기 BJ이다. 데뷔조와 루키조의 대결 방송 사회를 맡는다.
- 진나영 : 진나영 역
연습생 ‘소리’의 친구이자 간호사이다.
- 배슬기 : 김단오 역
작곡가 겸 보컬트레이너
- 이두일 : Y엔터 대표 역
- 김정영 : 수지 모 역
- 김학선 : 수지 부 역
- 오다예 : 수지 친구 역
- 강나현 : 이슬 역
- 조영웅 : 우식 역
- 장훈 : JD엔터 대표 역
- 구나현 : 이선민 역
- 최지연 : 서기자 역
- 김형석 : 한흥석 작곡가 역
- Malliga Vanada(말리가 바다나) : 민트 모 역
- 정태우 : 태리 오빠 역
- 정희철 : 하서 오빠 역
- 이종구 : 하서 조부 역
- 육미라 : 하서 모 역
- 강나현 : 이슬 역
- 이지은 : 명정 역
- 김희령 : 소리 모 역
- 한성식 : 소리 부 역
- 고운 : 봄이 역

### 특별 출연
- 정진서 : 영주 동급생 역
- 이유수 : 영주 선생님 역
- 홍유진 : 여자 팬 역
- 김도영 : 여자 팬 역
- 백지훈 : 남자 팬 역
- 김영희 : 폐품 할머니 역
- 안주미 : 여 앵커 역
- 김시율 : 남 앵커 역
- 권대희 : 뉴스 남 앵커 역
- 정아 : 심사위원 가수 역
- 김경익 : 심사위원 PD 역
- 서세권 : 심사위원 안무가 역
- 원종철 : 심사위원 작곡가 역
- 최윤준 : 당구장 손님 역
- 이진목 : 편의점 사장 역
- 박진수 : 불량학생 역
- 조영선 : 불량학생 역
- 정태야 : 클럽 사장 역
- 최정두 : 원정우 작곡가 역
- 김태윤 : 작곡가 목소리(Sov, 소브) 역
- 이정준 : 파파라치 역
- 유지혁 : 닥터 최 역
- 정현석 : 선배 기자 역
- 박혜림 : 소리 친구 역
- 서예주 : 소리 친구 역
- 단비 : 래퍼 역
- 유나킴 : 래퍼 역 (우정 출연)
- 김도신 : 호프집 사장 역
- 나윤희 : 과일 가게 주인 역
- 최우영 : 소리 옆집 아저씨 역
- 포니 : 메이크 업 아티스트 역
- 김민태 : 기자 역
- 강소영 : 기자 역
- 금광산 : 부하 역

## 방영 목록
| 회차   | 방송일          | 방송일          |
| 회차   | 대한민국        | 일본            |
| ------ | --------------- | --------------- |
| 제1회  | 2017년 4월 28일 | 2018년 6월 30일 |
| 제2회  | 2017년 5월 5일  | 2018년 6월 30일 |
| 제3회  | 2017년 5월 12일 | 2018년 6월 30일 |
| 제4회  | 2017년 5월 19일 | 2018년 7월 7일  |
| 제5회  | 2017년 5월 26일 | 2018년 7월 7일  |
| 제6회  | 2017년 6월 2일  | 2018년 7월 7일  |
| 제7회  | 2017년 6월 9일  | 2018년 7월 14일 |
| 제8회  | 2017년 6월 16일 | 2018년 7월 14일 |
| 제9회  | 2017년 6월 23일 | 2018년 7월 14일 |
| 제10회 | 2017년 6월 30일 | 2018년 7월 21일 |
| 제11회 | 2017년 7월 7일  | 2018년 7월 21일 |
| 제12회 | 2017년 7월 14일 | 2018년 7월 21일 |
| 제13회 | 2017년 7월 21일 | 2018년 7월 28일 |
| 제14회 | 2017년 7월 28일 | 2018년 7월 28일 |
| 제15회 | 2017년 8월 4일  | 2018년 7월 28일 |
| 제16회 | 2017년 8월 11일 | 2018년 8월 4일  |
| 제17회 | 2017년 8월 18일 | 2018년 8월 4일  |
| 제18회 | 2017년 8월 25일 | 2018년 8월 4일  |
| 제19회 | 2017년 9월 1일  | 2018년 8월 11일 |
| 제20회 | 2017년 9월 8일  | 2018년 8월 11일 |
| 제21회 | 2017년 9월 15일 | 2018년 8월 11일 |
| 제22회 | 2017년 9월 22일 | 2018년 8월 18일 |
| 제23회 | 2017년 9월 29일 | 2018년 8월 18일 |
| 제24회 | 2017년 10월 6일 | 2018년 8월 18일 |

## DVD / Blu-ray
아마존 재팬을 통해서 발매됐다. 총 네 권을 발매됐으며 공통으로 본편 디스크가 2장(디스크 한 장에 세 개의 에피소드를 수록), 특전 디스크 1장(메이킹 등)의 세 개가 한 묶음이다. 또, 봉입 특전으로 프로필 브로마이드가 들어있다. 블루레이판의 구입 특전으로 ‘825 엔터 공식 프로듀서’ 세트의 응모 엽서(SET1)와 응모권(SET2 ~ 4)이 봉입된다.
| SET | 발매일          | 수록 에피소드   |
| --- | --------------- | --------------- |
| 1   | 2017년 12월 3일 | 제1화 ~ 제6화   |
| 2   | 2018년 1월 8일  | 제7화 ~ 제12화  |
| 3   | 2018년 3월 26일 | 제13화 ~ 제18화 |
| 4   | 2018년 4월 7일  | 제19화 ~ 제24화 |

### 내용주
1. ↑  13화부터 오프닝 영상이 변경되어서 나온다.
2. ↑  오디션 합격자 : 소리, 테라모토 유키카, 이지원, 오유현, 이수지, 진나영, 허영주, 민트, 이예은, 코코, 문지희, 허정주, 정연주, 손현미, 강예슬, 우라 마유, 권하서, 김예진, 천재인
3. ↑  허영주(7) - 80,  이수지(5) - 79, 천재인(20) -74, 테라모토 유키카(2) - 70, 민트(8) - 70, 코코(11) - 70, 허정주(13) - 69, 소리(1) - 68, 권하서(18) - 68, 이지원(3) - 67, 손현미(15) - 66, 강예슬(16) - 65, 이예은(10) - 62, 진나영(6) - 58[10] (괄호 안은 참가번호이다.)
4. ↑  추가 합격자 : 정태리, 하나별
5. ↑  하나별 다리 부상으로 인한 멤버 교체[13]

### 참조주
1. ↑  정희연 (2017년 3월 3일). “드라마 ‘아이돌마스터.KR-꿈을 드림’ 4월 28일 첫방 확정”. 《스포츠동아》. 2017년 3월 4일에 확인함.
2. ↑  “「アイドルマスター.KR」History × Wiki!〜私が歴史を刻む〜】キャンペーンのご案内” [“아이돌마스터.KR” History × Wiki!~내가 역사를 새기다~】 캠페인의 안내] (일본어). BANDAI NAMCO Entertainment Inc. & IMX, Inc. 2018년 5월 16일에 원본 문서에서 보존된 문서. 2018년 5월 16일에 확인함.
3. ↑  이주희 (2016년 4월 15일). “아이돌 프로듀스 게임 '아이돌 마스터', 한국서 실사드라마 제작”. 전자신문. 2016년 11월 11일에 확인함.
4. 1 2  백민재 (2016년 4월 28일). “'아이돌마스터' 오디션, 17개국 지원자 몰려…29일 투표시작”. 한경닷컴. 2016년 11월 11일에 원본 문서에서 보존된 문서. 2016년 11월 11일에 확인함.
5. 1 2 3  백민재 (2016년 5월 7일). “'아이돌마스터.KR', 1차 투표 합격자 살펴보니”. 한경닷컴. 2016년 11월 11일에 원본 문서에서 보존된 문서. 2016년 11월 11일에 확인함.
6. 1 2  백민재 (2016년 5월 20일). “아이돌마스터.KR', 김소희 하차…"오디션 탈락 아니다"”. 한경닷컴. 2016년 11월 11일에 원본 문서에서 보존된 문서. 2016년 11월 11일에 확인함.
7. ↑  드라마 아이돌마스터.KR 오디션 합격자 소개_Part.1 - 유튜브
8. ↑  드라마 아이돌마스터.KR 오디션 합격자 소개_Part.2 - 유튜브
9. 1 2 3  “오디션 합격자 19명의 합숙기간 영상 공개!”. 《아이돌마스터.KR》. BANDAI NAMCO Entertainment Inc & IMX. 2016년 5월 31일. 2016년 11월 11일에 원본 문서에서 보존된 문서. 2016년 11월 11일에 확인함.
10. 1 2  “드라마 아이돌마스터.KR 출연자 오디션 합격자 14인 공개!!”. 《아이돌마스터.KR》. BANDAI NAMCO Entertainment Inc & IMX. 2016년 6월 7일. 2018년 9월 17일에 원본 문서에서 보존된 문서. 2016년 11월 11일에 확인함.
11. ↑  “16명이 참가하는 장기합숙 트레이닝 개시”. 《아이돌마스터.KR》. BANDAI NAMCO Entertainment Inc & IMX. 2016년 6월 15일. 2016년 11월 11일에 원본 문서에서 보존된 문서. 2016년 11월 11일에 확인함.
12. ↑  “아이돌마스터.KR 미디어데이 개최!”. 《아이돌마스터.KR》 (BANDAI NAMCO Entertainment Inc & IMX). 2016년 8월 2일. 2016년 11월 11일에 확인함.
13. 1 2  “멤버교체에 대한 공지”. 《아이돌마스터.KR》 (BANDAI NAMCO Entertainment Inc & IMX). 2016년 10월 13일. 2018년 9월 17일에 원본 문서에서 보존된 문서. 2016년 11월 11일에 확인함.

## 재차 각주
1. ↑  게임 및 갬블 관련 블로그 사이트로 바뀌었지만, 일부 링크는 다음과 같이 아이돌마스터 관련 게시글로 게시되어 있다.
  - 링크, 원본 링크. 2022년 7월 31일 확인.
  - 링크 보관됨 2017-01-05 - 웨이백 머신, 원본 링크. 2022년 7월 31일 확인.